# Fantômas (album)
Fantômas è l'album in studio di debutto del gruppo musicale avant-garde metal statunitense Fantômas, pubblicato il 27 aprile 1999 come primo disco pubblicato dalla Ipecac Recordings.

## Descrizione

### L'album
Si tratta di un concept album composto da 30 tracce brevi e intense, che spaziano tra vari generi, tra cui metal, punk, noise e avant-garde in cui la voce di Mike Patton viene usata come "strumento".
Esso fu concepito come colonna sonora del primo numero del fumetto Fantômas pubblicato nella prima metà del Novecento.
Le trenta tracce descriverebbero in musica rispettivamente le trenta pagine del fumetto.

### Copertina
La copertina dell'album rappresenta il poster del film "Fantômas minaccia il mondo" in lingua spagnola. 
Per via del sottotitolo che appare sulla copertina, le persone credono che il titolo ufficiale dell'album sia Fantômas: Amenaza al mundo, quando in realtà è semplicemente eponimo.
La maggior parte dei disegni all'interno del booklet sono presi da Diabolik.

## Tracce
Testi e musiche di Mike Patton.
1. Book 1: Page 1 – 1:33
2. Book 1: Page 2 – 1:38
3. Book 1: Page 3 – 1:08
4. Book 1: Page 4 – 4:22
5. Book 1: Page 5 – 0:45
6. Book 1: Page 6 – 1:11
7. Book 1: Page 7 – 0:54
8. Book 1: Page 8 – 1:01
9. Book 1: Page 9 – 0:47
10. Book 1: Page 10 – 1:20
11. Book 1: Page 11 – 0:53
12. Book 1: Page 12 – 1:58
13. Book 1: Page 13 [2] – 0:03
14. Book 1: Page 14 – 2:11
15. Book 1: Page 15 – 2:13
16. Book 1: Page 16 – 0:57
17. Book 1: Page 17 – 0:50
18. Book 1: Page 18 – 5:06
19. Book 1: Page 19 – 1:21
20. Book 1: Page 20 – 0:29
21. Book 1: Page 21 – 0:38
22. Book 1: Page 22 – 2:11
23. Book 1: Page 23 – 0:56
24. Book 1: Page 24 – 0:52
25. Book 1: Page 25 – 0:52
26. Book 1: Page 26 – 1:15
27. Book 1 - Page 27 – 1:37
28. Book 1: Page 28 – 1:35
29. Book 1: Page 29 – 1:11
30. Book 1: Page 30 – 0:33

## Formazione
- Mike Patton – voce, produzione, artwork
- Dave Lombardo – batteria
- Buzz Osborne – chitarra
- Trevor Dunn – basso